# Historia Śródziemia
Historia Śródziemia (ang. The History of Middle-earth) – dwunastotomowy cykl książek, wydany przez Christophera Tolkiena na podstawie zapisków i notatek jego ojca, dotyczących legendarium J.R.R. Tolkiena. Cykl krok po kroku pokazuje, jak był tworzony świat Śródziemia oraz zawiera oprócz wcześniejszych wersji niektórych opowiadań także niedokończone opowieści, wiersze, poematy, listy i komentarze Tolkiena.

## Książki składające się na cykl
W nawiasie wskazano datę pierwszego wydania.
1. Księga zaginionych opowieści, cz. 1 (1983)
2. Księga zaginionych opowieści, cz. 2 (1984)
3. Ballady Beleriandu (1985)
4. Kształtowanie Śródziemia (1986)
5. Utracona droga i inne pisma (1987)
6. Powrót Cienia (1988)
7. The Treason of Isengard (1989)
8. The War of the Ring (1990)
9. Sauron Defeated (1992)
10. Morgoth’s Ring (1993)
11. The War of the Jewels (1994)
12. The Peoples of Middle-earth (1996)

## Polskie tłumaczenia
W latach 1995–1998 ukazały się w Polsce tłumaczenia dwóch pierwszych książek z cyklu w dwóch różnych edycjach:
- przekład Magdy Pietrzak-Merty, wydawnictwo Atlantis
  - Księga zaginionych opowieści (1995), tłumaczenie The Book of Lost Tales 1[2]
  - Ostatnie legendy Śródziemia (1996), tłumaczenie The Book of Lost Tales 2[3]
- przekład Radosława Kota, wydawnictwo Amber
  - Księga zaginionych opowieści, tom I (1998), tłumaczenie The Book of Lost Tales 1[4]
  - Księga zaginionych opowieści, tom II i Księga zaginionych opowieści, tom III (1998), tłumaczenie The Book of Lost Tales 2[5][6]

22 czerwca 2022 r. ogłoszono plany wydania całości Historii Śródziemia w tłumaczeniu na język polski przez wydawnictwo Zysk i S-ka. W poniższej tabeli przedstawiono planowane polskie tytuły, nazwiska tłumaczy i daty wydania w Polsce:
| Lp. | Planowany tytuł polski              | Tytuł oryginalny                 | Tłumaczenie                                                           | Data wydania | Źródło |
| --- | ----------------------------------- | -------------------------------- | --------------------------------------------------------------------- | ------------ | ------ |
| 1   | Księga zaginionych opowieści, cz. 1 | The Book of Lost Tales 1         | Maria Gębicka-Frąc Cezary Frąc Katarzyna Staniewska Joanna Drzewowska | 21.10.2022   | [ 9 ]  |
| 2   | Księga zaginionych opowieści, cz. 2 | The Book of Lost Tales 2         | Agnieszka Sylwanowicz Katarzyna Staniewska                            | 21.03.2023   | [ 10 ] |
| 3   | Ballady Beleriandu                  | The Lays of Beleriand            | Agnieszka Sylwanowicz Katarzyna Staniewska                            | 17.10.2023   | [ 11 ] |
| 4   | Kształtowanie Śródziemia            | The Shaping of Middle-earth      | Agnieszka Sylwanowicz Katarzyna Staniewska                            | 21.05.2024   | [ 12 ] |
| 5   | Utracona droga i inne pisma         | The Lost Road and Other Writings | Ryszard Derdziński Katarzyna Staniewska Joanna Drzewowska             | 29.10.2024   | [ 13 ] |
| 6   | Powrót Cienia                       | The Return of the Shadow         | Maria Gębicka-Frąc Cezary Frąc                                        | 24.06.2025   | [ 14 ] |
| 7   | Zdrada Isengardu                    | The Treason of Isengard          | Cezary Frąc                                                           |              |        |
| 8   | Wojna o Pierścień                   | The War of the Ring              | Cezary Frąc                                                           |              |        |
| 9   | Sauron pokonany                     | Sauron Defeated                  | Ryszard Derdziński                                                    |              |        |
| 10  | Pierścień Morgotha                  | Morgoth’s Ring                   | Paulina Braiter                                                       |              |        |
| 11  | Wojna o Klejnoty                    | The War of the Jewels            | Paulina Braiter                                                       |              |        |
| 12  | Ludy Śródziemia                     | The Peoples of Middle-earth      | Agnieszka Sylwanowicz                                                 |              |        |

Maria Gębicka-Frąc, Cezary Frąc, Agnieszka Sylwanowicz, Ryszard Derdziński i Paulina Braiter tłumaczą teksty prozatorskie, z kolei za przekład poezji i pieśni odpowiadają Joanna Drzewowska i Katarzyna Staniewska.